# Viola odorata
Viola odorata é uma espécie de planta com flor pertencente à família Violaceae.
A autoridade científica da espécie é L., tendo sido publicada em Species Plantarum 2: 934. 1753.

## Portugal
Trata-se de uma espécie presente no território português, nomeadamente em Portugal Continental, no Arquipélago dos Açores e no Arquipélago da Madeira.
Em termos de naturalidade é introduzida em Portugal Continental e no Arquipélago dos Açores, sendo nativa do Arquipélago da Madeira.

## Protecção
Não se encontra protegida por legislação portuguesa ou da Comunidade Europeia.